# Herbert Sausgruber
Herbert Sausgruber (Bregenz, 24 de Julho de 1946) é um político austríaco. É o Landeshauptmann (ÖVP) de Vorarlberg desde 1997.